# Kristiansund Ballklubb
Il Kristiansund Ballklubb è una società calcistica norvegese con sede nella città di Kristiansund. Milita in Eliteserien, massima serie del campionato norvegese. Il club fu fondato nel 2003 e gioca le proprie partite casalinghe all'Atlanten Stadion. Il club è nato dalla fusione tra il Kristiansund Fotballklubb e il Clausenengen.

## Storia
Nel 2003, la banca Sparebank 1 propose una fusione tra Kristiansund F.K. e Clausenengen, con l'istituto che sarebbe stato lo sponsor del nuovo club, a cui avrebbe pagato 750.000 corone a stagione. La società, che prese il nome di Kristiansund Ballklubb, fu fondata il 2 settembre 2003 e prese il posto del Kristiansund F.K. nella 3. divisjon, con quest'ultima squadra e il Clausenengen che continuarono a giocare nelle serie inferiori.
Nel campionato 2004, il Kristiansund chiuse il campionato al secondo posto, alle spalle del Træff. L'anno successivo, conquistò la promozione tramite i play-off, prevalendo sul Volda in finale. Nel campionato 2006, il Kristiansund chiuse al settimo posto. Alla fine di questa annata, Geir Midtsian subentrò a Ole Gunnar Iversen come allenatore e il Kristiansund chiuse le due stagioni seguenti al quinto e al quarto posto. Nella Coppa di Norvegia 2008, la squadra riuscì ad eliminare il Rosenborg – formazione militante nell'Eliteserien – nel secondo turno.
Dopo aver chiuse il campionato 2009 al terzo posto, il Kristiansund fissò come obiettivo la promozione. A marzo 2010, cominciò una collaborazione con il Molde, con l'obiettivo di far fare esperienza ai giovani di quest'ultima squadra con la maglia del Kristiansund. Nel campionato 2010, il club mancò la promozione, classificandosi al secondo posto finale. Dopo una striscia negativa di risultati nel campionato seguente, Midtsian rassegnò le proprie dimissioni nel mese di luglio e i suoi assistenti Per Eirik Bentz e Torgeir Fredly ricoprirono temporaneamente il ruolo di allenatori. Nella seconda parte di stagione, i risultati migliorarono e la squadra chiuse al secondo posto, alle spalle del Bærum.
Il 10 novembre 2011, il Kristiansund annunciò l'ingaggio di Geir Bakke come nuovo allenatore. Il Kristiansund vinse il proprio girone nel campionato 2012, centrando così la promozione nella 1. divisjon.
Conclude l’Eliteserien 2018 con un 5º posto.

## Palmarès

### Competizioni nazionali
- 1. divisjon: 1

2016
- 2. divisjon: 1

2012 (gruppo 2)

### Altri piazzamenti
- 1. divisjon:

Terzo posto: 2015, 2023
- 2. divisjon:

Secondo posto: 2010 (gruppo 2), 2011 (gruppo 2)
Terzo posto: 2009 (gruppo 2)
- Coppa di Norvegia:

Semifinalista: 2025

## Organico

### Rosa 2024
Aggiornata al 10 ottobre 2024.
| N. |                        | Ruolo | Calciatore             |
| -- | ---------------------- | ----- | ---------------------- |
| 1  | Stati Uniti (bandiera) | P     | Michael Lansing        |
| 3  | Norvegia (bandiera)    | D     | Christoffer Aasbak     |
| 4  | Norvegia (bandiera)    | D     | Marius Olsen           |
| 5  | Norvegia (bandiera)    | D     | Dan Peter Ulvestad     |
| 6  | Norvegia (bandiera)    | D     | Andreas Hopmark        |
| 7  | Norvegia (bandiera)    | C     | Erlend Segberg         |
| 8  | Norvegia (bandiera)    | C     | Ruben Alte             |
| 9  | Islanda (bandiera)     | A     | Hilmir Rafn Mikaelsson |
| 11 | Norvegia (bandiera)    | A     | Franklin Nyenetue      |
| 12 | Norvegia (bandiera)    | P     | Adrian Sæther          |
| 13 | Senegal (bandiera)     | A     | Alioune Ndour          |
| 14 | Norvegia (bandiera)    | C     | Jesper Isaksen         |
| 15 | Norvegia (bandiera)    | D     | Mikkel Rakneberg       |
| 16 | Norvegia (bandiera)    | C     | David Tufekcic         |

| N. |                     | Ruolo | Calciatore           |
| -- | ------------------- | ----- | -------------------- |
| 17 | Norvegia (bandiera) | A     | Kristian Lien        |
| 19 | Norvegia (bandiera) | A     | Leander Alvheim      |
| 20 | Nigeria (bandiera)  | C     | Wilfred Igor         |
| 21 | Serbia (bandiera)   | D     | Igor Jeličić         |
| 22 | Norvegia (bandiera) | D     | Håkon Sjåtil         |
| 25 | Norvegia (bandiera) | P     | Sander Rød           |
| 26 | Norvegia (bandiera) | D     | Max Williamsen       |
| 27 | Norvegia (bandiera) | C     | Adrian Kurd Rønning  |
| 29 | Norvegia (bandiera) | A     | Marius Weidel        |
| 33 | Norvegia (bandiera) | A     | Haakon Haugen        |
| 34 | Norvegia (bandiera) | C     | Andreas Bakeng-Rogne |
| 35 | Norvegia (bandiera) | D     | Isak Aalberg         |
| 37 | Norvegia (bandiera) | A     | Oskar Sivertsen      |

## Stagioni passate
- 2013